# Karl-Richard Frey
Pour les articles homonymes, voir Frey.
Karl-Richard Frey est un judoka allemand né le 11 juillet 1991 à Troisdorf. Il a remporté la médaille de bronze de l'épreuve par équipes aux Jeux olympiques d'été de 2020 à Tokyo.